# Port lotniczy Prievidza
Port lotniczy Prievidza (ICAO: LZPE) – port lotniczy położony w miejscowości Prievidza, w kraju trenczyńskim, na Słowacji.